# Pointes de Châtillon
Pointes de Châtillon är en bergstopp i Schweiz. Den ligger i distriktet Aigle och kantonen Vaud, i den sydvästra delen av landet, 80 km söder om huvudstaden Bern. Toppen på Pointes de Châtillon är 2 367 meter över havet.